# Mariem Khelifi
Mariem Khelifi (arabe : مريم الخليفي), née le 1er avril 2001, est une judokate tunisienne.

## Carrière
Mariem Khelifi remporte la médaille d'argent dans la catégorie des moins de 63 kg aux Jeux olympiques de la jeunesse de 2018 à Buenos Aires.
Elle est médaillée d'argent aux championnats d'Afrique 2021 à Dakar, perdant en finale de la catégorie des moins de 70 kg contre sa compatriote Nihel Landolsi.

## Famille
Elle est la sœur de la judokate Ghofran Khelifi.

## Palmarès
| Année | Compétition                                | Lieu         | Résultat | Catégorie      |
| ----- | ------------------------------------------ | ------------ | -------- | -------------- |
| 2016  | Championnats d'Afrique cadets              | Casablanca   | 3e       | Moins de 57 kg |
| 2017  | Championnats d'Afrique des moins de 18 ans | Le Caire     | 1re      | Moins de 63 kg |
| 2017  | Championnats d'Afrique des moins de 21 ans | Le Caire     | 2e       | Moins de 63 kg |
| 2018  | Championnats d'Afrique des moins de 21 ans | Bujumbura    | 1re      | Moins de 63 kg |
| 2018  | Championnats d'Afrique des moins de 18 ans | Bujumbura    | 1re      | Moins de 63 kg |
| 2018  | Jeux olympiques de la jeunesse             | Buenos Aires | 2e       | Moins de 63 kg |
| 2021  | Championnats d'Afrique                     | Dakar        | 2e       | Moins de 70 kg |